# Sexy Suicide
Sexy Suicide – polski zespół muzyczny pochodzący z Sosnowca, wykonujący muzykę synth pop/industrial, opartą na brzmieniach starych instrumentów elektronicznych, jednoznacznie nawiązując do lat osiemdziesiątych. Tworzą go Monika Kaptur (wokal), Bartłomiej "Poldek" Salamon (klawisze).

## Historia zespołu
Zespół powstał w 2012 w Sosnowcu jako trio pod nazwą Neon Romance. Po odejściu z grupy jednego z jej członków, Michała Kapuścińskiego, dokonano zmiany nazwy zespołu. Od 2014 roku Marika Grądkowska i Bartłomiej Salamon funkcjonują jako duet o nazwie Sexy Suicide. W 2014 wydali własnym debiutancką płytę pt. Midnight Stories. W 2016 roku nakładem Fonografiki ukazała się ich druga płyta pod tytułem Intruder. Po kolejnych czterech latach, w grudniu 2020 premierę miał trzeci album zatytułowany We will die as one, który został wydany nakładem Requiem Records. Krótko po wydaniu trzeciego albumu, zespół opuściła wokalistka, Marika Tomczyk. W drugiej połowie 2021 do zespołu dołączyła nowa wokalistka, Monika Kaptur oraz grający na gitarze basowej Mateusz Rogóż. W pierwszej połowie 2022 zespół w nowym składzie wydał własnym nakładem EP S.O.S.. W lutym 2024 roku zespół wydał nowy singiel „Wczoraj (2005)”, w teledysku do którego poruszył problem wyludnienia Sosnowca, a latem planuje wydanie nowego albumu „Wspomnienia martwego miasta”.

## Inspiracje
Głównymi inspiracjami dla twórców są muzyka z gatunku synth pop, industrial, post-punk, cold wave, italo disco, kino i moda lat 80. XX wieku. W swoich tekstach zespół najczęściej porusza tematykę śmierci, nocnego miejskiego życia, samobójstwa, osamotnienia czy nieszczęśliwej miłości oraz otwarcie sprzeciwia się nietolerancji i homofobii. Jako instrumentarium wykorzystuje brzmienie starych analogowych i cyfrowych syntezatorów, automatów perkusyjnych, a także industrialne brzmienia pozyskiwane w opuszczonych zakładach przemysłowych, fabrykach. Znakiem rozpoznawczym zespołu jest łączenie smutnych, romantycznych melodii spod znaku New Romantic i Italo Disco, z alternatywnymi i eksperymentalnymi elektronicznymi brzmieniami, charakterystycznymi dla niemieckich industrialnych zespołów lat osiemdziesiątych.

## Koncerty
1 marca 2014 odbył się pierwszy koncert zespołu w nieistniejącym już klubie Klawiatura w Katowicach. Od tamtej pory grupa zagrała koncerty na wielu festiwalach, klubach i squatach w Polsce i za granicą, m.in. w Niemczech, Czechach, Irlandii, Anglii, czy na Ukrainie. Zespół wystąpił m.in. na festiwalu Young & Cold w Augsburgu, Off Festivalu w Katowicach oraz Castle Party w Bolkowie, Soundrive Festival w Gdańsku, Paradzie Równości w Warszawie, Pixel Heaven 80's Synth Festival w Warszawie, Polyana Music Festival na Ukrainie, . 

## Dyskografia
- Neon Romance - Midnight Stories (2014)
- Sexy Suicide - Intruder (2016)
- Sexy Suicide - We will die as one (2020)
- Sexy Suicide - S.O.S. (2022) (EP)
- Sexy Suicide - Wspomnienia martwego miasta (2024)

## Teledyski
| Tytuł                | Album                       | Twórcy                                                                                 | Źródło        |  |
| -------------------- | --------------------------- | -------------------------------------------------------------------------------------- | ------------- |  |
| Shame Of Device      | Intruder                    | Produkcja: Mateusz Borda                                                               | [ 9 ]         |  |
| Never Forget         | Intruder                    | Produkcja: Snapshot Films                                                              | [ 10 ]        |  |
| Diary Of Moon        | Intruder                    | Reżyseria, zdjęcia: Paweł Poździk Montaż: Amelia Judziewicz Postprodukcja: Piotr Łężak | [ 11 ] [ 12 ] |  |
| Evelyn               | Intruder                    | Produkcja: For Short                                                                   | [ 13 ] [ 14 ] |  |
| Dream Revenge        | We will die as one          | Produkcja: Bartłomiej Stypka                                                           | [ 15 ]        |  |
| Techno Scar          | We will die as one          | Produkcja: KULTFILM                                                                    | [ 16 ] [ 17 ] |  |
| Sztuka latania       | We will die as one          | Produkcja: Grupa Vidoq                                                                 | [ 18 ]        |  |
| Klatka               | Wspomnienia martwego Miasta | Produkcja: Bartłomiej Stypka                                                           | [ 19 ]        |  |
| Wczoraj (2005)       | Wspomnienia martwego miasta | Produkcja: Bartłomiej Stypka                                                           | [ 20 ]        |  |
| Spędź Tę Zimę Ze Mną | Wspomnienia martwego miasta | Produkcja: Bartłomiej Stypka Oświetlenie: Olga Weber                                   |               |  |